# Le Ministère de la Peur
 (décembre 2017).
Si vous disposez d'ouvrages ou d'articles de référence ou si vous connaissez des sites web de qualité traitant du thème abordé ici, merci de compléter l'article en donnant les références utiles à sa vérifiabilité et en les liant à la section « Notes et références ».
Le Ministère de la peur (titre original : The Ministry of Fear) est un roman d’espionnage écrit par Graham Greene et publié en 1943 chez William Heinemann à Londres. 
Le titre désigne l’organisation de chantage mise en place par les Nazis pour enrôler des agents dans les pays où ils disposent de réseaux.

## Intrigue
L’action se passe en 1940-41 à Londres pendant le Blitz. Arthur Rowe est un être fragile[style à revoir], qui vient d’être libéré d’un asile psychiatrique, après avoir tué par compassion son épouse gravement malade. Il se rend à une fête de charité, où il gagne un gâteau en indiquant son poids exact qui lui a été donné par une diseuse de bonne aventure, en réalité une dame patronnesse, Madame Bellairs. Réalisant son erreur, celle-ci alerte ses complices, et ceux-ci tentent sans succès de récupérer le gâteau. Une dernière tentative a lieu au domicile de Rowe, mais la tentative d’empoisonnement le visant échoue à cause d’un bombardement qui détruit l’immeuble.
Pour démêler le mystère et se protéger, Rowe loue les services d’une agence de détectives, qui le fait escorter par un de ses employés, Jones. Il retourne à la kermesse et y rencontre deux réfugiés autrichiens, Willi Hilfe et sa sœur Anna, qui animent une œuvre de charité. Rowe convainc Willi de l’accompagner au domicile de Madame Bellairs, où se prépare une soirée spirite. Il y retrouve plusieurs des personnes qui étaient à la fête de charité, et fait la connaissance d’un certain Docteur Forester. Au cours de la séance, un meurtre est commis, la victime étant un financier, Mr Cost. Les soupçons se tournant vers Arthur, Willi l’aide à s’enfuir.
Dans sa fuite, Arthur Rowe croise un libraire qui prétend devoir porter une valise de livres à un client dans une chambre d’hôtel. La valise étant très lourde, le libraire lui demande son aide, et Rowe se rend à l’hôtel Coral. Gagnant la chambre du prétendu client, il y trouve Anna Hilfe, qui éprouve pour lui un sentiment proche de l’amour. Alors qu’ils s’enferment pour empêcher les poursuivants de Rowe de pénétrer dans la chambre, l’hôtel est bombardé.
La scène suivante entraîne le lecteur dans une clinique psychiatrique, où se réveille un mystérieux « Richard Digby »[style à revoir]. Le directeur de la clinique n’est autre que le Docteur Forester qui était présent à la soirée chez Madame Bellairs. Lui et son assistant, un certain Johns, disent à Digby qu’il est amnésique et qu’il suit un traitement. Recevant la visite d’une jeune femme, qui n’est autre qu’Anna Hilfe, Digby s’entend appeler « Arthur » par elle, et l’on comprend qu’il est évidemment[style à revoir] Arthur Rowe, séquestré sous une fausse identité.
Sa mémoire revenant par bribes, Rowe réalise que la clinique sert de façade au réseau nazi, et s’évade. Ayant réussi à entrer en contact avec Scotland Yard, il confesse son « crime », mais les policiers lui disent qu’aucune charge n’existe contre lui : l’homme qui était censé être mort chez Madame Bellairs est bien vivant et travaille chez un tailleur. Le réseau détourne des documents officiels en faisant chanter des hauts fonctionnaires, et le gâteau servait à passer les rouleaux de films devant être acheminés en Allemagne.
Les policiers, accompagnés de Rowe, se rendent chez le tailleur, et y trouvent « Mr Cost », qui se fait appeler « Ford ». Se sentant démasqué, il passe un appel téléphonique, puis se suicide. Madame Bellairs est arrêtée à son tour, mais la police ne tire rien d’elle, et la piste s’effondre quand le Docteur Forester est tué par son assistant au moment où il allait être appréhendé. La seule preuve d’une activité criminelle à la clinique est la découverte du corps du détective Jones, qui avait disparu.
Alors que le réseau est simplement affaibli, mais non détruit, et que les films n’ont pas été retrouvés, l’enquête piétine. Arthur, qui a surpris les premiers chiffres du numéro formé par Cost-Ford avant de mourir, compose dans une cabine téléphonique les numéros possibles, et finit par identifier le domicile des Hilfe. Il se rend chez eux, et, aidé par Anna, neutralise Willi, qui s’enfuit, blessé, avec les films. Rowe se lance à sa poursuite avec un révolver où se trouve une seule balle. Il le retrouve dans une gare, et se fait remettre les pellicules en échange du révolver, avec lequel Willi se suicide. La fin voit Arthur et Anna se promettre leur amour, qui n’est pas dénué d’ambiguïté, comme le révèle la dernière phrase du livre : « après tout, pensa-t-il, on se fait peut-être des idées sur l’importance d’être heureux »[Interprétation personnelle ?].

## Adaptation au cinéma
- Fritz Lang adapte l'ouvrage au cinéma en 1944, sous le titre The Ministry of Fear (Espions sur la Tamise en France), avec Ray Milland dans le rôle principal.